# Camarón de la Isla
Camarón de la Isla, in späteren Jahren auch nur Camarón (eigentlich José Monje Cruz; * 5. Dezember 1950 in San Fernando; † 2. Juli 1992 in Badalona) war ein spanischer Flamencosänger. Der aus der Bevölkerungsgruppe der spanischen gitanos stammende Sänger wurde durch seine unverkennbare und ausdrucksstarke Stimme zum international erfolgreichsten Flamencosänger seiner Zeit und zum Vorbild für nachfolgende Generationen.

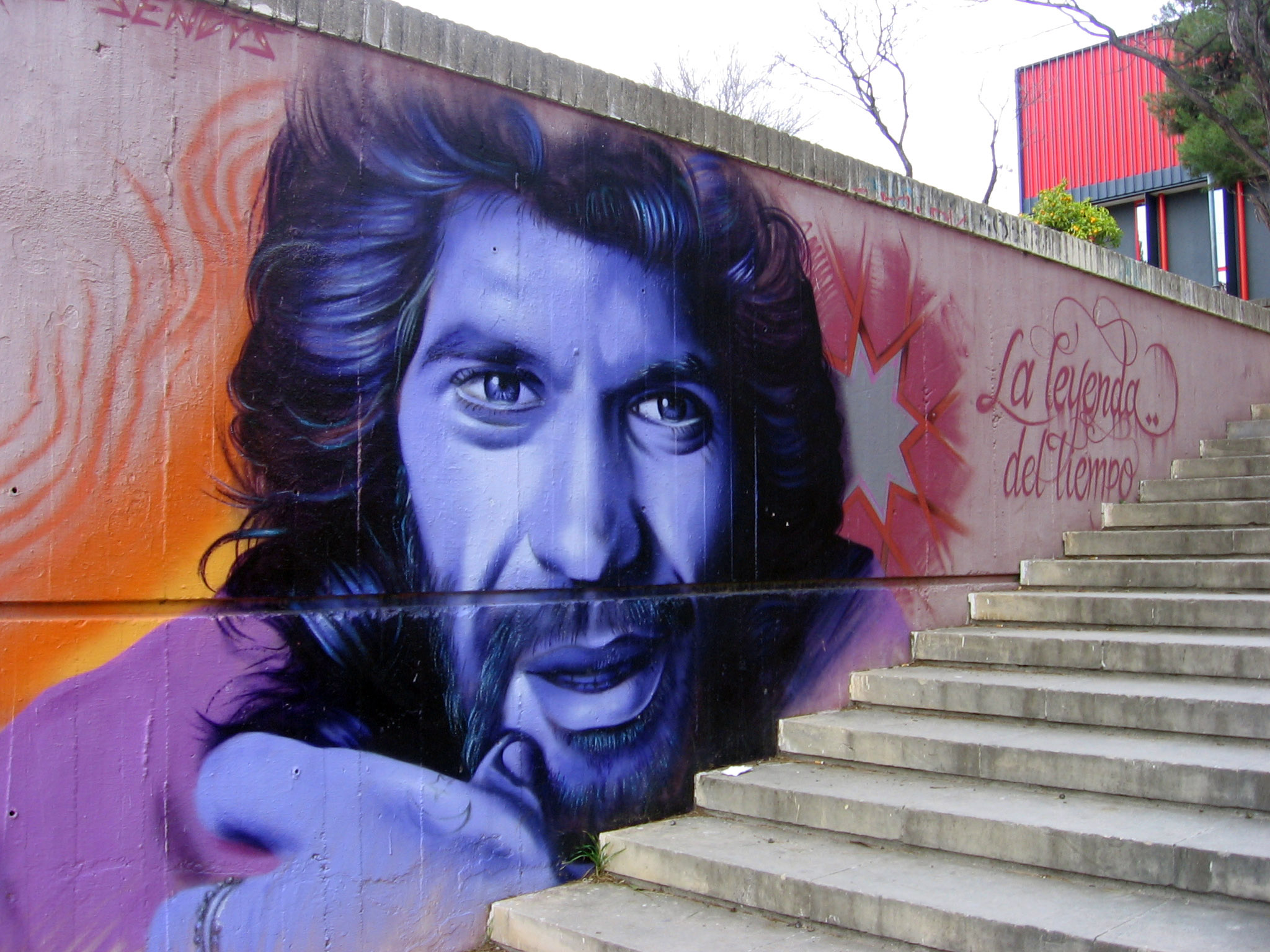
Camarón – La leyenda del tiempo. Porträt des Graffitikünstlers Sendys im Ateneu Popular de 9 Barris Barcelona

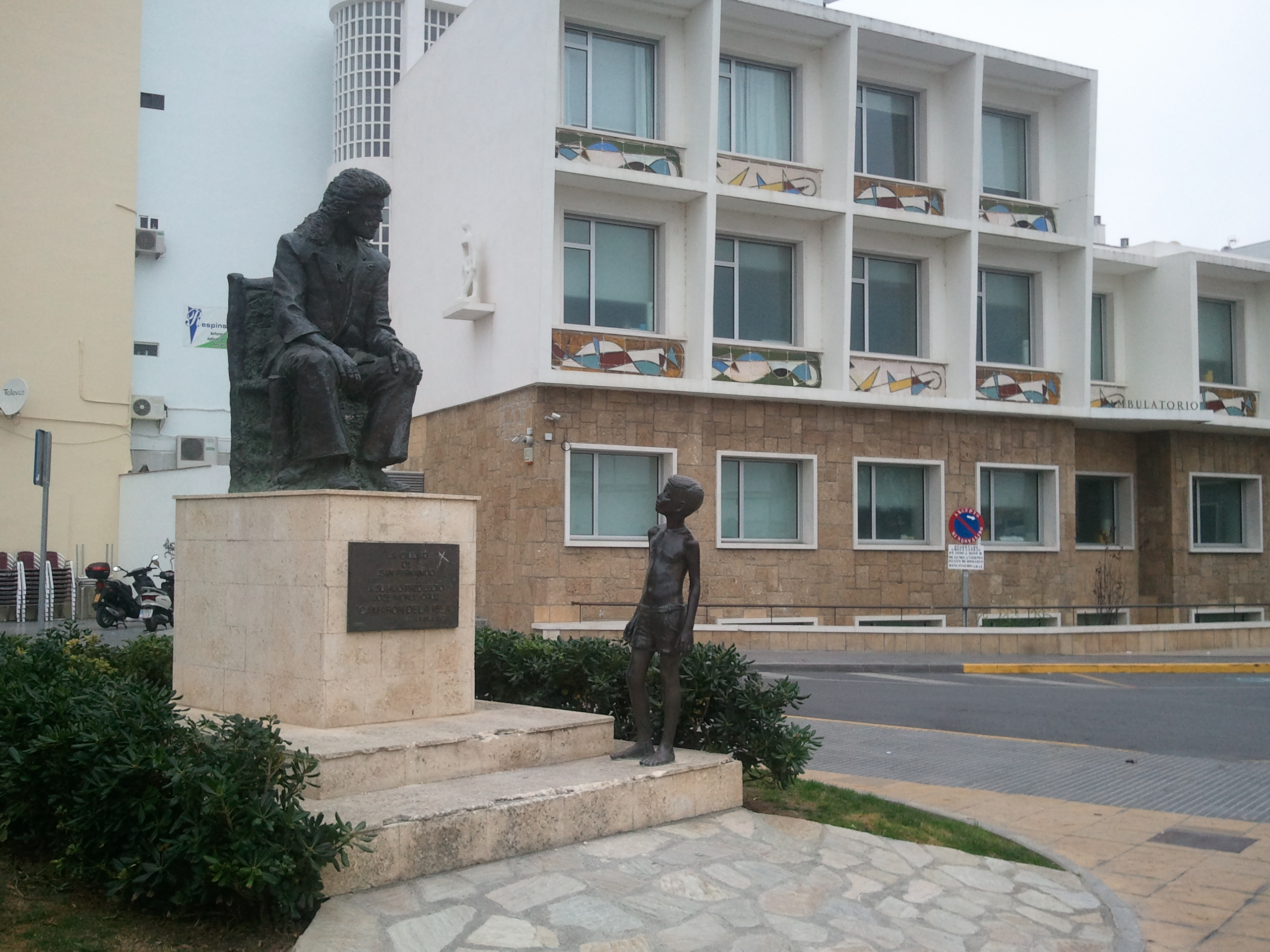
Monument (San Fernando, 1993), gestaltet von Antonio Aparicio Mota.

## Leben
Die Eltern des Sängers waren Juana Cruz Castro (* 1913 in San Fernando; † 1986 ebenda) und Juan Luis Monje Nuñez (* 1911 in der Nähe von Conil de la Frontera; † 6. Januar 1966 in San Fernando). Camaróns Mutter, genannt La Canastera, war in der Region als kenntnisreiche Flamenco-Sängerin bekannt. Der Vater arbeitete in seiner eigenen Schmiede und war ebenfalls als Flamencosänger im Heimatort angesehen.
Camarón und seine jüngere Schwester Isabel waren die beiden jüngsten von acht Kindern der in einfachen Verhältnissen lebenden Familie. Seinem ältesten Bruder Manuel (* 1932; † 20. September 2019) folgten Juan († 1. Oktober 2019, im Alter von 85 Jahren), Luis (verstorben), Remedios, Francisco (verstorben) und Jesus († 11. Oktober 2018 in Cádiz, im Alter von 69 Jahren), der sich als El Pijóte de la Isla ebenfalls dem Flamencogesang zuwandte.
Camarón brach die Schule ab, als er zehn Jahre alt war, und begann seinem Vater in der Schmiede zu helfen. Mit 16 Jahren holte er einen einfachen Schulabschluss nach. Ursprünglich wollte er Torero werden. Da aber die Menschen in San Fernando ihn immer häufiger darum baten zu singen, ihn dafür entlohnten und zu essen gaben, verwarf er diesen Zukunftsplan. Er empfand das Singen als „einfacher“.

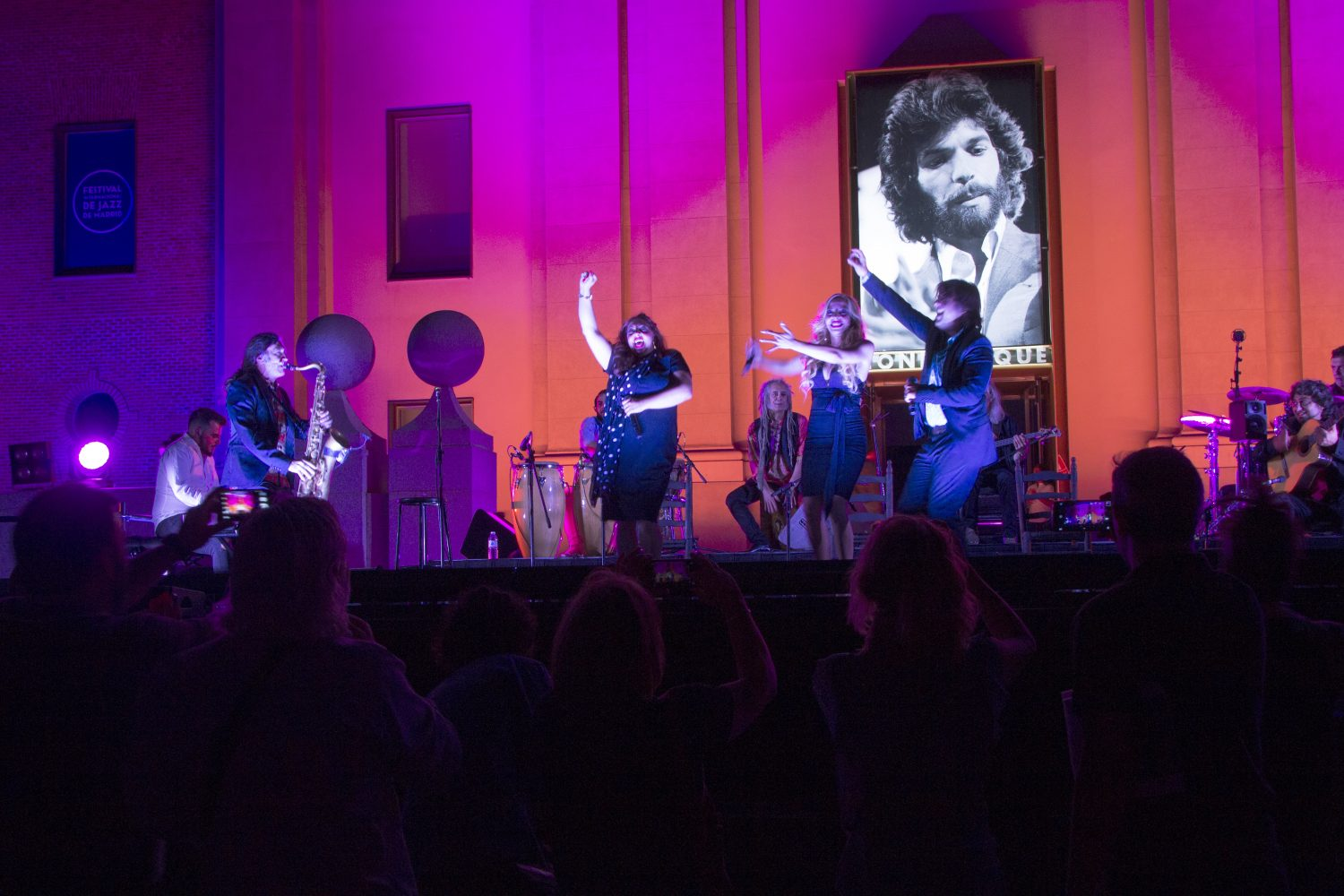
Konzert zu Ehren Camaróns 2017 in Madrid, in Erinnerung an seinem 25. Todestag. Zu den teilnehmenden Künstlern unter der Leitung von Jorge Pardo zählten auch die Kinder Camaróns.

1976 heiratete Camarón die 16-jährige, ebenfalls aus einer Familie von Gitanos stammende Dolores Montoya (La Chispa), mit der er bis zu seinem Tod zusammenlebte. Aus dieser Ehe gingen vier Kinder hervor: Luis, Gemma, Rocio und José. Aus einer Beziehung zum Beginn seiner Karriere Anfang der 1970er Jahre entstammt eine weitere Tochter, María José Monje Reñaga, zu der er sich immer bekannte, und die mit Erreichen der Volljährigkeit den Familiennamen ihres Vaters annahm.
Camarón war zeitlebens starker Raucher und konsumierte neben Alkohol im weiteren Verlauf seiner Karriere neben Haschisch auch härtere Drogen wie Kokain und Heroin, welches er rauchte. 1986 verursachte er einen Autounfall, bei dem zwei Menschen starben. Er wurde zu einer Gefängnisstrafe von einem Jahr verurteilt, die er jedoch nicht antreten musste. Trotz mehrerer Entziehungskuren wurde er wiederholt rückfällig. Teilweise beeinträchtigte dies auch seine Auftritte und die Aufnahmen zu seinem letzten, wieder mit Paco de Lucía eingespielten Album Potro de rabia y miel.
1992 begab sich der Sänger aufgrund schwerer gesundheitlicher Probleme in eine Klinik in den USA, wo eine Lungenkrebserkrankung festgestellt wurde. Die letzten Monate wurde er in der
Universitätsklinik Germans Trias i Pujol in Badalona vergeblich behandelt. Am 2. Juli 1992 um 7:10 Uhr starb er an den Folgen seiner Erkrankung. Das Begräbnis fand auf seinen Wunsch hin in der Heimatstadt San Fernando statt.

## Künstlerisches Wirken

### Die Anfänge

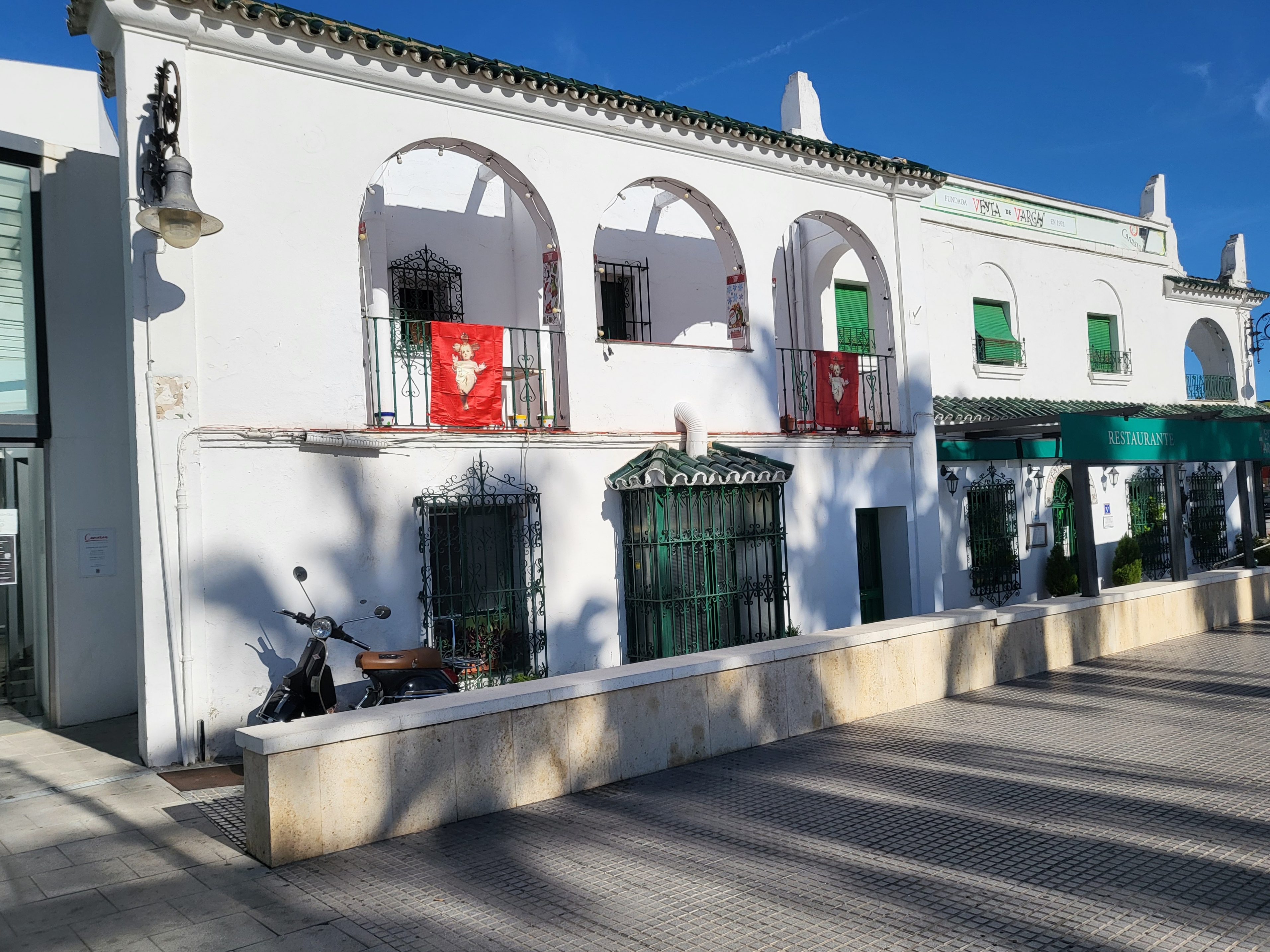
La Venta de Vargas in San Fernando

Den Künstlernamen Camarón („Sandgarnele“) erhielt der Sänger in seiner Kindheit von seinem Onkel Joseíco. Dieser wurde ihm aufgrund seiner schlanken Figur, seiner hellen Haut und blonden Haare gegeben. Der in späteren Jahren abgelegte, auf die geografische Herkunft verweisende Namenszusatz de la Isla bezieht sich auf Camaróns Geburtsort San Fernando, der auf der „La Isla“ genannten Halbinsel vor Cádiz liegt.
In Camaróns Elternhaus gehörte der Flamenco zum Alltag. Dabei hatte besonders die Mutter einen starken Einfluss auf seine musikalische Entwicklung. Durch sie lernte er die traditionellen Flamencogesänge wie die Bulerías und Siguiriyas. Er erinnert sich: „Wann immer Künstler in der Stadt waren, um in San Fernando aufzutreten, endete das Fest bei uns zu Hause. Die Schmiede wurde zum Treffpunkt und dort waren sie bis zum Morgengrauen beieinander. Ich hörte das alles und die Dinge blieben hängen. Alles, was ich von den Alten lernte.“
Camarón, der bereits mit sieben Jahren begonnen hatte, auf der Straße und in den Bars seines Heimatortes zu singen, trat ab 1959 unter anderem in der in Flamencokreisen legendären La Venta de Vargas auf, in der er wichtige Kontakte zu anderen Flamencosängern knüpfte.

### Erste Erfolge
1962 gewann er den ersten Preis beim Concurso Flamenco del Festival de Montilla. Ein Jahr später folgte ein Auftritt auf der berühmten Feria de Abril in Sevilla, wo viele bekannte Flamencokünstler ihn erstmals öffentlich auftreten sahen und von seinem Talent begeistert waren.
Ab 1964 war Camarón mit dem Ballet de Arte Español von Miguel de los Reyes (Miguel Quesada Falcón) auf Tour. 1966 erhielt er einen festen Vertrag im Torres Bermejas, einem bekannten Tablao in Madrid. Anschließend ging er gemeinsam mit Dolores Vargas (La Terremoto) und Juanito Valderrama auf Tournee. Seine ersten Schallplattenproduktionen beschränkten sich auf einige wenige Stücke, die er 1968 als Mitglied im Ensemble des Gitarristen Antonio Arenas, und 1969 zusammen mit anderen Sängern für Sabicas aufnahm.

### Camarón de la Isla und Paco de Lucía
In Madrid lernte Camarón den nur wenig älteren und bereits international renommierten Gitarristen Francisco Sánchez Gómez, besser bekannt als Paco de Lucía, kennen. Aus der Zusammenarbeit entstanden neun Alben. Die erste Schallplatte des Duos erschien 1969. Wie die folgenden zwei Alben trug sie den Titel El Camarón de la Isla con la colaboración especial de Paco de Lucía. Dieses, wie die folgenden Alben, wurde von Antonio Sánchez Pecino, dem Vater Paco de Lucías, produziert. Das erste Album verkaufte sich nicht den Erwartungen entsprechend, wurde aber später als bedeutende Aufnahme in die Wire-Liste aufgenommen. In den Jahren 1970 und 1971 nahmen Camarón und Paco de Lucía zwei weitere Alben auf: Cada vez que nos miramos und Son tus ojos dos estrellas.
Seit 1978 begleitete der damals 16-jährige und bis dahin nahezu unbekannte Gitarrist José Fernandez Torres (Tomatito) Camarón bei Live-Auftritten. Gleichzeitig wurde die Zusammenarbeit mit Paco de Lucía auf dem Album Soy caminante fortgesetzt. 1975 erhielt Camarón den Premio Nacional del Cante der Cátedra de Flamencología de Jerez.

### La Leyenda del Tiempo
Nach seiner Hochzeit 1976 und dem Erscheinen des Albums Castillo de arena begann eine ruhigere Phase in Camaróns Karriere. Mit der Veröffentlichung des von Ricardo Pachón produzierten Albums La leyenda del tiempo im Jahr 1979 änderte sich dies. Es war das erste Album, das Camarón nicht mit Paco de Lucía, sondern mit Tomatito aufnahm. La leyenda del tiempo wurde als Konzeptalbum angelegt und bediente sich neben der zeitgenössischen Studiotechnik auch im Flamenco bis dato unüblicher Instrumente wie Schlagzeug, elektrischer Gitarre, E-Bass, Sitar (gespielt von Gualberto García Pérez; * 1945), Keyboard und Synthesizer. Zu den Mitwirkenden gehörten Musiker aus der andalusischen Rock- und Bluesszene, wie Kiko Veneno, die Gruppe Dolores, sowie Rafael und Raimundo Amador. Kommerziell war La leyenda del tiempo zunächst jedoch nicht erfolgreich und wurde von den Verfechtern des traditionellen Flamencos scharf kritisiert – in der Folgezeit erhielt das Album jedoch zunehmend Anerkennung als Wegbereiter der musikalischen Erneuerung des Flamenco.

### Die letzten Jahre
1981 kam in Zusammenarbeit mit Paco de Lucía, dessen Bruder Pepe de Lucía und Tomatito das Album Como el agua heraus, ein weniger experimentelles Album, das als Reaktion auf die starke Kritik an La leyenda del tiempo verstanden wird. Nach zwei weiteren gemeinsamen Alben, unter ihnen das kommerziell erfolgreiche Viviré mit Paco de Lucías Sextett, trennten sich die Wege von Camarón und Paco de Lucía 1985.
Im Mai 1987 gab Camarón ein vielbeachtetes Konzert an drei Tagen im Cirque d’Hiver in Paris. 1989 spielte er gemeinsam mit dem Royal Philharmonic Orchestra das Album Soy gitano ein, das als meistverkauftes Album in die Geschichte des Flamenco einging. Gemeinsam mit Paco de Lucía und Tomatito entstand 1992 kurz vor seinem Tod das letzte Album, Potro de rabia y miel.

## Bedeutung und Nachwirken

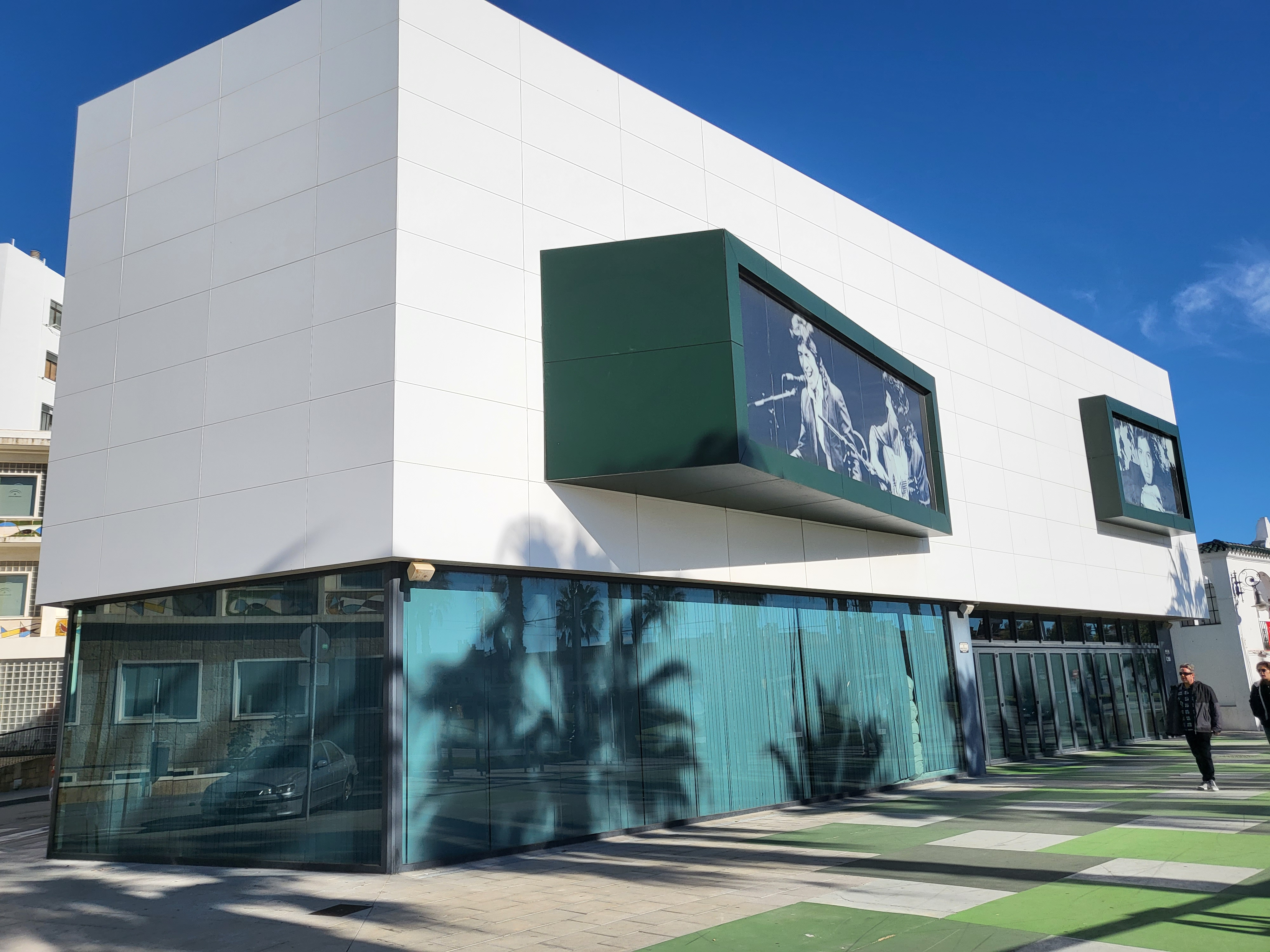
Das 2021 eröffnete Museo Camarón de la Isla in der Calle Real seiner Geburtsstadt San Fernando.

Der Verehrung Camaróns zu Lebzeiten folgte nach seinem frühen Tod die Verklärung zu einer Ikone des Flamenco und der mit diesem Genre seit jeher eng verbundenen Kultur der Gitanos. So nahmen mehr als fünfzigtausend Menschen an seiner Beerdigung teil. Dabei zeigte sich sein besonderer Stellenwert als Identifikationsfigur nicht nur der spanischen Gitanos auch darin, dass er mit der über den Sarg gebreiteten blau-grünen Flagge der Roma zu Grabe getragen wurde.
Die seit seinem Tod im Jahr 1992 auch in den ersten Jahrzehnten des 21. Jahrhunderts ungebrochen anhaltende, fast schon kultische Verehrung Camaróns ist für seine Heimatstadt San Fernando und die Orte seines Wirkens, wie die Venta de Vargas, zu einem bedeutsamen Faktor des Kulturtourismus geworden, der mit Führungen auf der Ruta de Camarón de la Isla und dem Neubau eines dem Künstler gewidmeten Museums im Jahr 2021 zusätzliche Impulse erfahren hat.

## Diskografie (Auswahl)

### Studioalben
- El Camarón de la Isla con la colaboración especial de Paco de Lucía – Al verte las flores lloran (1969)
- El Camarón de la Isla con la colaboración especial de Paco de Lucía – Cada vez que nos miramos (1970)
- El Camarón de la Isla con la colaboración especial de Paco de Lucía – Son tus ojos dos estrellas (1971)
- Canastera (1972)
- El Camarón de la Isla con la colaboración especial de Paco de Lucía – Caminito de Totana (1973)
- Soy caminante (1974)
- Arte y majestad (1975)
- Rosa María (1976)
- Castillo de arena (1977)
- La leyenda del tiempo (1979, Wiederveröffentlichung 2013 als La leyenda del tiempo - Edicion 35º aniversario)
- Como el agua (1981)
- Calle Real (1983)
- Viviré (1984)
- Te lo dice Camarón (1986)
- Soy gitano (1989)
- Potro de rabia y miel (1992)

### Livealben
- Flamenco vivo (1987, mit Tomatito)
- París 1987 (1999, mit Tomatito)
- Camarón en la Venta de Vargas (2005, Aufnahme aus dem Jahr 1967 mit dem Gitarristen Manolo Brenes; auf den Tracka 1-4 begleitet sich der Sänger selbst)
- San Juan Evangelista ’92 (2010, letztes Livekonzert des Sängers)
- Montreux 1991 (2018, mit Tomatito)

### Kompilationen (Auswahl)
- Camarón nuestro (1993)
- Antología inédita (2000)
- Alma y corazón flamencos (2004, ES: Gold[23])
- Reencuentro (2008)
- Con camarón (2012)
- Antología (Remasterizado 2015) (2015)
- Lo mejor de Camarón (2016)

### Soundtracks
- Camarón (Banda sonora) (2005, Soundtrack zu Camarón, La Película, deutscher Kinotitel Camaron - Als Flamenco Legende wurde)

### Lieder
- Bulerías gitanas und Alegrías de Cádiz, auf: Flamenco. Grupo flamenco de Antonio Arenas (1968, in Deutschland veröffentlicht als Flamencos aus dem sonnigen Spanien, EUROPA 1971)
- Entre Valverde y Huelva (Fandango), auf: Sabicas. La historia del flamenco (1969, DLP)
- Fandangos (Gitarre: Paco de Lucía), auf: Gran Festival Flamenco (1981, spanische Edition der Aufnahmen des Festival Flamenco Gitano, Deutschland 1970)
- Volando voy (1979, ES: Gold)
- Sevillanas gitanas, auf: Sevillanas (1992, Soundtrack des gleichnamigen Films von Carlos Saura)

### Videoalben
- París Camarón 87/88 (2005, ES: Gold)

## Filme
- 2003 Konzertmitschnitt Camarón de la Isla – Paris 87/88
- 2005 Spielfilm Camarón, Regie Jaime Chávarri
- 2006 Spielfilm La Leyenda del Tiempo, Regie Isaki Lacuesta

## Literatur

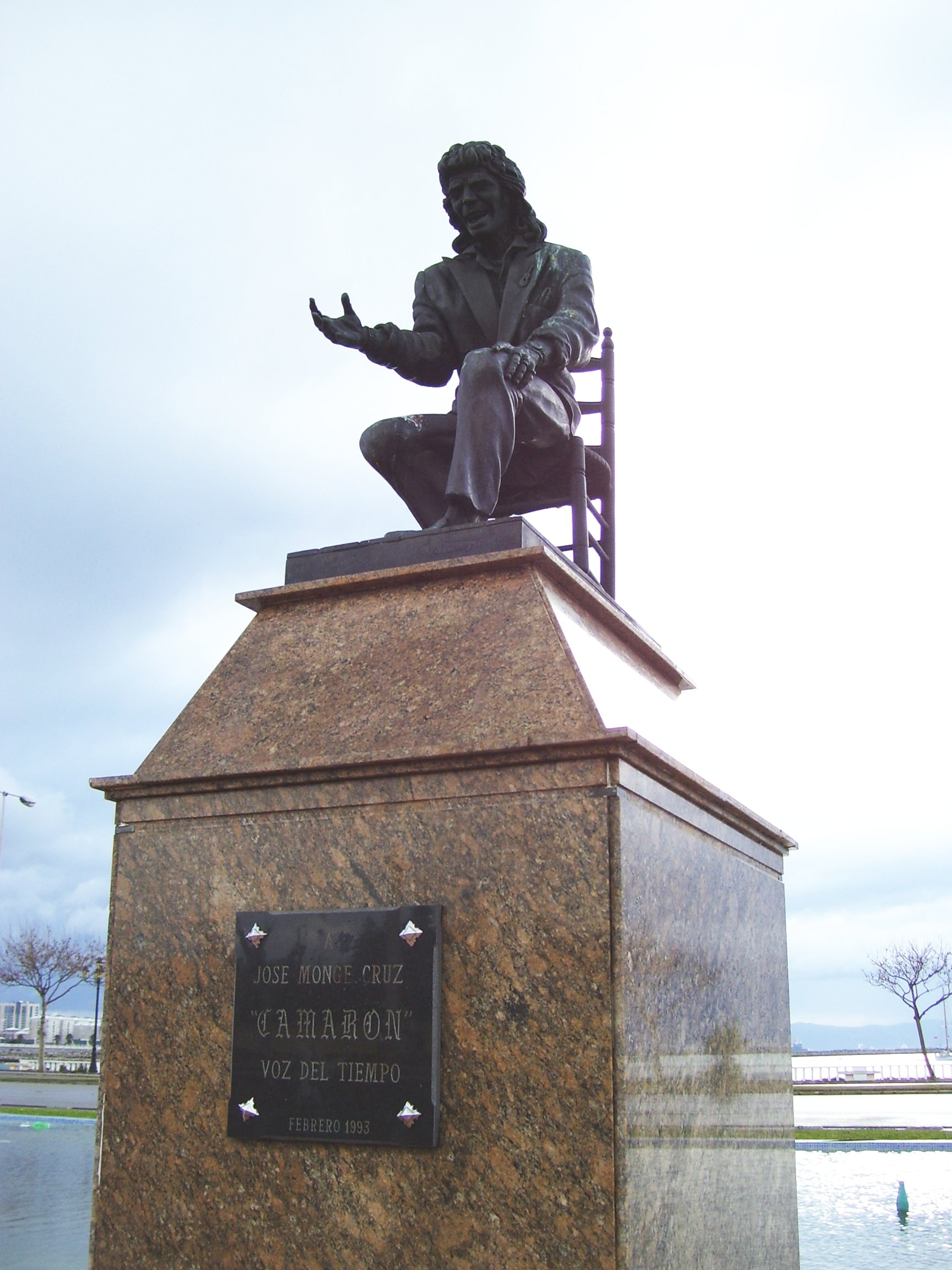
Camarón, Bronzemonument in La Línea de la Concepción

### Zeitschriftenartikel
- Carmen López: Camarón de la Isla. Teil 1. Seine Familie und Kindheit. In: Anda. Zeitschrift für Flamenco. Nr. 1 (1994), S. 14–17.
- Carmen López: Camarón de la Isla. Teil 2. Vom Stierkämpfer zum Sänger. In: Anda. Zeitschrift für Flamenco Nr. 2 (1994), S. 14–16.
- Carmen López: Camarón de la Isla. Teil 3. Tage der Liebe und des Ruhms. In: Anda. Zeitschrift für Flamenco. Nr. 3 (1994), S. 18–21.
- Carmen López: Camarón de la Isla. Teil 4. Krankheit und Tod des José Monje. In: Anda. Zeitschrift für Flamenco. Nr. 5 (1995), S. 14–20.
- Oliver Farke: Camarón de la Isla. Zum 5. Todestag. Sein Werk und sein Leben. In: Anda. Zeitschrift für Flamenco. Nr. 14 (1997), S. 20–31